# Hermann Guggiari
Hermann Bruno Guggiari Brun (; Asunción, 20 de marzo de 1924-1 de enero de 2012) fue un ingeniero y escultor paraguayo, hijo de Pedro Bruno Guggiari.

## Infancia y juventud
Guggiari nació en Asunción el 20 de marzo de 1924, hijo de Pedro Bruno Guggiari, intendente municipal de Asunción entre 1928 y 1932, y Ana Brun. Realizó sus estudios primarios y secundarios en el Colegio de San José de su ciudad natal. Luego del inicio del conflicto del Chaco, fallece su padre, en 1933. Desde 1936 asiste al taller del escultor Vicente Pollarolo. En 1939 modela El Arpista Ciego (Don Genaro), primera obra de la que se posee registro. Hacia 1940, realiza los retratos de Bruno Guggiari y Anita Brun.

## Carrera
En 1942 expone por primera vez su trabajo en las vidrieras de la casa Rius y Jorba de la capital. En 1943, inicia estudios de Ingeniería en la Universidad Nacional de Asunción. Viaja en 1944 a Buenos Aires, con una bolsa de estudios del programa de Becas Americanas de la Secretaría de Cultura de la Argentina.
Ingresa en la Escuela Superior de Bellas Artes de la Nación Ernesto de la Cárcova, de Buenos Aires, donde asiste a los talleres de escultura. Siendo algunos de sus profesores Ernesto Soto Avendaño y José Fioravante, conoce en dicha escuela a Alicia Peñalba, Lucio Fontana y Libero Badii, también alumnos. De ese periodo formativo, destaca el escultor la influencia de Soto de Curatella Manes. «...el tratamiento de los planos del volumen escultórico». En estos años, junto a ejercicios de taller, realiza otros retratos, como el de José P. Guggiari, en 1945.
Regresa a Asunción en 1946. Expone en una muestra colectiva en la Casa Argentina, donde presenta, entre otras obras, Beethoven, Chopin y otras piezas realizadas en Buenos Aires. La primera recibe un premio anónimo del público. En 1947 participa de la revolución contra el general Higinio Morínigo y es desterrado a la Argentina.

## Obras
Su obra escultórica es vasta y largamente galardonada. De ella, se citan las que tienen a la libertad como eje temático.
| Año  | Obra |
| ---- | --- |
| 1959 | Hungría o Libertad, que recibiera en la V Bienal de São Paulo, una mención especial |
| 1965 | Kennedy, que obtuvo el primer premio en escultura en el Salón Esso de Artistas Jóvenes de América Latina, organizado por la OEA. |
| 1971 | Su temática moral se dio en su Cristo, cuyo original se entra en la Iglesia de la Crucecita, en el Barrio de Sajonia, en Asunción. Una réplica de esta obra se presentó en la X Bienal de São Paulo (1971) |
| 1995 | Rejas, inspirada en las prisiones de la dictadura stronista; N.N.U.U., una estructura de siete metros de altura que se encuentra en la entrada del campo de concentración de Dachau (Alemania) y simboliza a las Naciones Unidas en una forma cercana al edificio sede de la entidad, con perforaciones heridas de dos frentes –Naciones Unidas de nombre, pues sigue la violencia en el mundo- y como signo de esperanza en cada boquete de la violencia un nido de palomas reales con arrullos de paz, y obtuvo una Medalla de Oro. A propósito de esta exitosa participación expresó el crítico de arte Arnold Kohler, de Suiza, en el periódico Tribune de Geneve: «Hay dos artistas en la Bienal de São Paulo, ambos escultores, quienes habiendo seguido pasos diferentes, uno figurativo, el otro abstracto, llegaron a un muy alto grado de perfeccionamiento y espiritualidad. El primero, Hermann Guggiari, paraguayo –creó una forma de ángel emergiendo de la pared, un trabajo dramático y sublime.» |
| 1980 | Sobre el desarrollo sostenido presentó en la ciudad universitaria de Fort Hays (Kansas, Estados Unidos) una obra simbolizando el desarrollo de ese Estado como granero del mundo. |
| 1982 | Gaviota, es una obra presentada en Punta del Este (Uruguay), en una exposición colectiva de escultores de América Latina, en la Playa Brava; constituyendo, una protesta contra la muerte de las aves costeras por las mareas negras que produce la polución petrolera. |
| 1991 | Realizó asimismo el monumento al Periodista mártir Santiago Leguizamón, que se encuentra en la calle que lleva el nombre del hombre de prensa víctima de balas asesinas. |
| 1994 | Realizó un Homenaje a Miró en un congreso internacional en Panamá. |

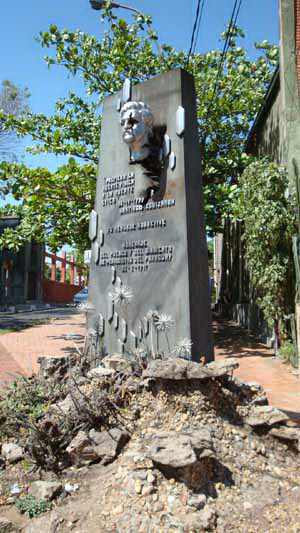
Monumento al periodista Santiago Leguizamón.

Otro tema inspirador es lo vital, entre ser y dejar de ser. En esta línea se inscriben Parto, con un mensaje de transcendencia a pesar del dolor; Inmanencia y De polvo eres y polvo serás.
Como un homenaje a los sueños no realizados, lo que no pudo ser, esculpió Ara rupi'a obra acerca de la cual expresó Livio Abramo en ocasión de su presentación: «Por la capacidad de adecuar su profunda sensibilidad artística al espíritu de nuestra época, Hermann B. Guggiari ocupa lugar singular en las artes plásticas paraguayas y del continente. Su arte es complejo, absorbe las posibilidades técnicas de nuestra cultura y civilización y las funde como su instrumento para expresar los valores fundamentales del hombre.»
Brote, en homenaje a su padre, intendente municipal que arborizó Asunción y creó en ella espacios verdes, es una obra que se inscribe dentro de su temática optimista; Historia, presentada en la Expo Sevilla 92, fue seleccionada por los organizadores del evento mundial para su exposición en la entrada del Pabellón de las Américas. 
Es autor además de otros Cristos, asociados al campo ecológico, tales como el del templo de María Auxiliadora, de Asunción, y el Cristo clavado por los troncos quemados de los pocos bosques restan en el Paraguay. Dentro de este eje temático, realizó en la vía pública, en la segunda Bienal de Medellín (Colombia), la Cruz de Medellín, en homenaje a los mártires cristianos colombianos. Otra Cruz ametrallada la realizó en homenaje a los campesinos cristianos de las ligas agrarias paraguayas asesinados durante la dictadura de Stroessner. Especial destaque merece la obra Proceso, atemporal, multi espacial, con integración de películas, fotos, sonido, realizada con metralla y usada en varias ocasiones como Cruz.
Otras obras suyas son el monumento A los héroes del Chaco en el puerto de Asunción, la imagen de María Auxiliadora, de ocho metros y medio de altura, realizada en acero inoxidable, y el monumento a los Exalumnos del Colegio de San José muertos en la Guerra del Chaco, en madera de quebracho.

## Otras actividades
Fue miembro de varios jurados internacionales, cofundador del Centro de Arte Moderno de Asunción, fundador y primer presidente del Centro de Escultores del paraguay, fundador del Movimiento Ecológico Paraguayo (1990).

## Distinciones
En 1995 fue condecorado por el Gobierno paraguayo con la «Orden Nacional del Mérito» en el grado de Comendador.
Fue declarado unánimemente por la Junta Municipal de la capital paraguaya como «Hijo dilecto de la ciudad de Asunción», junto con destacada artista plástica Edith Jiménez.